# 年措寺
年措寺，位于西藏自治区日喀则地区江孜县达孜乡达孜堆村，是一座藏传佛教寺院。

## 简介
2013年，江孜县人民政府对江孜县纳如乡炯堆寺、热索乡洛日寺、日星乡日星寺、金嘎乡查珠寺、金嘎乡拉瓦普巴寺、重孜乡重孜寺、重孜乡天觉林寺、达孜乡年措寺、卡堆乡恩杂寺、卡堆乡布堆寺、紫金乡紫金寺、龙马乡加热寺、龙马乡恩达寺的公路工程进行了招标。